# Gra
Gra es una localidad española del municipio de Torrefeta i Florejacs, perteneciente a la provincia de Lérida, en la comunidad autónoma de Cataluña.

## Historia
Hacia mediados del siglo XIX, el lugar, por entonces perteneciente a Florejachs, tenía contabilizada una población de 48 habitantes. Aparece descrito en el octavo volumen del Diccionario geográfico-estadístico-histórico de España y sus posesiones de Ultramar de Pascual Madoz de la siguiente manera:

GRA: l. que forma parte del ayunt. de Florejales, en la prov. de Lérida (9 leg), part. jud. de Cervera (2), aud. terr. y c. g. de Barcelona (14), dióc. de Seo de Urgel (12): sit. en una pequeña eminencia dominada de los vientos del E. y O., con clima sano y templado. Forman la pobl. 14 casas de regular construccion distribuidas en una sola calle sin empedrar y de piso incómodo; con una igl. (San Salvador), aneja de la parr. de Guisona, servida por un cura párroco de provision del diocesano; contiguo á ella y en paraje ventilado existe el cementerio á pocos pasos distante de la pobl. El térm. confina por N. con Sitjas; E. San Martin de la Morana; S. Terrafeta, y O. Morana, y está en su mayor parte cubierto por los olivos, almendros, nogales y ciruelos que crecen en él; también hay dos molinos, uno de ellos harinero, y aceitero el otro, que muelen para el consumo del pueblo. El terreno casi todo es de buena calidad y corresponde con sus productos á las necesidades de los hab. Los caminos se hallan en buen estado y conducen á la cab. del part. y á Guisona, siendo este último punto á donde pasa un encargado á recojer la correspondencia dos veces á la semana. prod.: trigo, cebada, centeno,vino, aceite y patatas, con algunas frutas, cria ganado vacuno y mular el necesario para la labranza, y caza de perdices aunque muy pocas. pobl.: 14 vec., 48 alm. cap. imp.: 30,872 rs. contr.: el 14'28 por 100 de la riqueza.
En esta pobl. y sus campos consiguieron una victoria las tropas de la reina sobre el ejército espedicionario en 12 de junio de 1837, despues de un largo y obstinado ataque: se calculó á los carlistas como unos 2,000 hombres fuera de combate: las tropas de la reina perdieron un brigadier, 5 oficiales y 86 soldados muertos: 4 gefes, 39 oficiales y 538 individuos de tropa heridos: D. Cárlos se retiró hacia Solsona. Concedióse después al barón de Meer por esta accion que mandó en gefe, el título de conde de Gra.
(Madoz, 1847, pp. 455-456)

En la actualidad pertenece al municipio de Torrefeta i Florejacs. En 2022, tenía empadronados 27 habitantes.